# دانيلو أندوشيتش
دانيلو أندوشيتش (بالصربية: Данило Анђушић) مواليد 22 أبريل 1991 في بلغراد، جمهورية صربيا الاشتراكية، هو لاعب كرة سلة صربي. بدأ مسيرته الاحترافية في سنة 2009. يلعب مع نادي يونيكس قازان لكرة السلة. يحمل الرقم 31.

## المسيرة الاحترافية
لعب مع نادي بارتيزان لكرة السلة في موسم 2011–2012، ثم لعب مع فيرتوس بالاكانسترو بولونيا في موسم 2013–2014، ثم لعب مع بلباو باسكت في الدوري الإسباني في موسم 2014–2015، ثم لعب مع نادي فوتسوافك لكرة السلة في سنة 2016، ثم لعب مع نادي يونيكس قازان لكرة السلة في سنة 2017.

## إحصائيات المسيرة

### الدوري الأوروبي
| السنة   | الفريق                   | لعب | بدأ | دقيقة | ميداني% | ثلاثية | حرة   | ارتداد | صنع | استلاب | تصدي | نقطة | أداء |
| ------- | ------------------------ | --- | --- | ----- | ------- | ------ | ----- | ------ | --- | ------ | ---- | ---- | ---- |
| 2011–12 | نادي بارتيزان لكرة السلة | 10  | 0   | 7.6   | .292    | .227   | .875  | .7     | .4  | .2     | .0   | 3.3  | 2.6  |
| 2012–13 | نادي بارتيزان لكرة السلة | 7   | 0   | 7.9   | .261    | .143   | 1.000 | .6     | .7  | .3     | .0   | 2.3  | 1.0  |
| المسيرة |                          | 17  | 0   | 7.7   | .277    | .194   | .889  | .6     | .5  | .2     | .0   | 2.9  | 1.9  |

## روابط خارجية
- دانيلو أندوشيتش على موقع الاتحاد الدولي لكرة السلة (الإنجليزية)
- دانيلو أندوشيتش على موقع الدوري الأوروبي لكرة السلة (الإنجليزية)
- دانيلو أندوشيتش على موقع الدوري الإسباني لكرة السلة (الإسبانية)
- دانيلو أندوشيتش على موقع كرة السلة الأوروبية.كوم (الإنجليزية)
- دانيلو أندوشيتش على موقع ريلجم (الإنجليزية)
- دانيلو أندوشيتش على موقع بروبوليرز (الإنجليزية)
- دانيلو أندوشيتش على موقع سبورتس رفرنس (الإنجليزية)